# Флориан (император)
Марк Анний Флориан (лат. Marcus Annius Florianus), более известный в римской историографии как Флориан, — римский император, правивший в 276 году.
Имел титул «Отец Отечества».

## Биография
В источниках содержится весьма скудная информация о жизни и правлении Флориана. В «Истории Августов» несколько раз упоминается, что он был родным братом императора Марка Клавдия Тацита. Однако в одном отрывке рассказывается, что Флориан являлся единоутробным братом Тацита. Это больше похоже на правду, поскольку родовые имена у них разные. Некоторые историки, такие как Рональд Сайм, вообще подвергают сомнению существование какой-либо родственной связи между Тацитом и Флорианом. При этом Сайм опирается на данные греческих источников.
После восхождения на престол Тацит назначил Флориана на должность префекта претория и отправился вместе с ним в поход против готов, которые переплыли через Чёрное море, вторглись в малоазиатские провинции и дошли до Киликии. Флориан успешно воевал с противником и сумел отрезать ему все пути к отступлению. Однако в это время к нему приходят вести о смерти Тацита. Тогда префект претория провозгласил себя императором, по сообщению «Истории Августов», «не по воле сената, а по собственному побуждению». Но Пат Сазерн считает, что Флориан взошёл на престол, согласовав свои действия с сенатом. Робин МакМахон полагает, что все жалобы «Истории Августов» на действия Флориана по отношению к сенату являются надуманными. На монетах, отчеканенных в правление Флориана, содержится легенда SC, которая указывает на предоставленные сенату полномочия чеканить монету. По всей видимости, провозглашение Флориана императором произошло в Киликии, по другим сведениям — в Риме.
Вероятно, некоторое время Флориан правил вполне удачно, так как его имя содержится на монетах западных монетных дворов, расположенных в Риме, Лугдуне, Сисции и Тицине. Его признали в качестве государя Испания, Британия, Галлия, Мавретания и Африка. Однако вскоре восточная армия провозгласила императором своего военачальника Проба, которому оказали поддержку провинции Сирия и Египет. Флориан, который продолжал войну с варварами в Малой Азии, был вынужден завершить боевые действия, хотя полностью окружил вражеские отряды. Император выступил против Проба, рассчитывая, по всей видимости, на численное превосходство своей армии. Неподалёку от Тарса противники встретились, но опытный Проб старался избегать генерального сражения. В связи с тем, что большая часть войска Флориана состояла из выходцев из европейских провинций, многие солдаты не выдерживали жаркого климата и начали заболевать. Решив, что с них хватит лишений, через несколько недель воины убили Флориана. Касательно длительности правления Флориана, источники содержат определённые расхождения. Хронограф 354 года сообщает о 88 днях, Евтропий — о 2 месяцах и 20 днях, а Аврелий Виктор писал об одном или двух месяцах. Авторы Prosopographia Imperii Romani называют конкретные даты: 7 июня — 9 сентября 276 года. Как пишет «История Августов», у Флориана было много детей.
Несмотря на непродолжительность правления Флориана, его монеты удивляют своим разнообразием. На одних содержатся изображения и надписи, прославляющие воинскую храбрость Флориана (лат. VIRTVS FLORIANI AVGusti). Другие называют его «Умиротворителем Мира» (лат. PACATOR ORBIS) и «Освободителем Века» (лат. RESTITVTOR SAECVLI). Некоторые монеты заявляют, что государю будут вечно сопутствовать победы (лат. VICTORIA PERPETVA). Подводя итоги, можно сказать, что все они содержат надежды на грядущий золотой век, который придет благодаря императору. В одной надписи упоминается о консульстве Флориана, которое относят на 276 год. Сообщения «Истории Августов» о том, что Тациту не позволили назначить Флориана консулом, представляются ненадёжными.